# Гандумташ
Гандумташ (узб. Gandumtosh / Гандумтош) — посёлок городского типа, расположенный на территории Джизакского района Джизакской области Республики Узбекистан.

Статус посёлка городского типа с 2009 года.